# Celler Cooperatiu de Rocafort de Queralt
El Celler Cooperatiu de Rocafort de Queralt és un monument obra de Cèsar Martinell i Brunet començat a construir el 1918 al municipi de Rocafort de Queralt (Conca de Barberà) declarat bé cultural d'interès nacional.

## Descripció
L'edifici consta de tres naus rectangulars paral·leles amb cobertes de teula a dues vessants sobre encavallades de fusta. L'interior es resol amb arcs parabòlics alleugerits de maó de pla.
La façana principal destaca per la seva monumentalitat, aconseguida mitjançant un joc de textures i certs detalls decoratius. La seva composició està ordenada en tres nivells segons les textures i materials utilitzats: un primer nivell o sòcol de pedra en el qual s'integren les finestres baixes de ventilació i les portes d'accés (emmarcades amb carreus de pedra i arc de mig punt, tret de la de llevant, en què l'arc és rebaixat); un segon nivell de parament llis on es troben les finestres superiors, fetes amb maó col·locats a plec de llibre (formades per un seguit de finestres verticals englobades sota un gran arc trevolat), i on destaca el fris ceràmic amb el nom del sindicat, i un tercer nivell de coronament de l'edifici. La façana de ponent segueix la mateixa pauta compositiva. A la façana de llevant (de 1947), el primer nivell no existeix.
És especialment notable el dipòsit d'aigua, molt simple, construït el 1947, sostingut per tres paraboloides hiperbòlics de maó suportats per tres pilars de secció triangular que, a mesura que van adquirint alçada, es transformen en un hexàgon.

## Història
El Celler Cooperatiu de Rocafort de Queralt està situat al sud del poble del mateix nom, a peu de carretera. Va ser construït per l'arquitecte Cèsar Martinell i Brunet a partir de 1918. Fou un encàrrec, en origen, de la secció de viticultura del Sindicat Agrícola i Caixa Rural de Rocafort de Queralt. Va ser el primer celler construït per Cèsar Martinell i l'únic que va disposar d'ajut econòmic de la Mancomunitat de Catalunya, concretament, de la Caixa de Crèdit Comunal. El projecte es definí en dues fases: en la primera es plantejà la construcció de dues naus d'estibatge, una nau d'elaboració i el moll de descàrrega, així com un dipòsit d'aigua; en la segona el projecte es completà amb una nau paral·lela a les d'estibatge ja existents, s'amplià la d'elaboració i el moll de descàrrega. Aquestes dues fases, però, es materialitzaren en tres etapes constructives: el 1918, es construí una nau d'estibatge, una d'elaboració, el moll de descàrrega i un dipòsit d'aigua; el 1931, es completà la primera fase del projecte amb la construcció de la segona nau; finalment, el 1947, es dugué a terme la segona fase del projecte i se substituí el dipòsit d'aigua per un de nou.
Tractant-se de la primera obra agrarioindustrial de Cèsar Martinell, el celler li serví alhora d'assaig de les tecniques constructives que més tard empraria i alhora de plataforma professional. En aquest celler l'arquitecte defineix els trets arquitectònics bàsics que gairebé serien comuns a tots els seus edificis posteriors d'aquest tipus construïts des del 1919 al 1924.
El projecte d'aquest celler aporta quatre novetats tècniques (constructives i de tecnologia de producció vitivinícola) que es converteixen en invariants pròpies de l'obra de Cèsar Martinell en gairebé tots els seus cellers. Aquestes invariants es concreten en: la construcció de l'estructura de les naus basada en els arcs parabòlics de maó, la situació de les finestres baixes per a la ventilació de les naus (per facilitar la sortida de l'àcid carbònic), els cups subterranis cilíndrics i separats per cambres aïllants ventilades, i la composició i textures de les façanes.
Pel que fa a la tipologia, el procés de producció del vi s'organitza en tres àrees: el moll de descàrrega, la nau d'elaboració i les naus de tines o cups, tipologia que, amb les variants d'organització longitudinal o transversal i d'adaptació a la topografia del terreny s'anirà repetint en tots els altres cellers.
Aquest edifici, i en conjunt els cellers d'aquesta època, representen la manifestació arquitectònica visible del que va ser el cooperativisme agrari a Catalunya a final del segle xix i inici del XX, moviment que, malauradament, va quedar interromput per la guerra civil.